# Maristan de Sidi Frej
 (mai 2021).

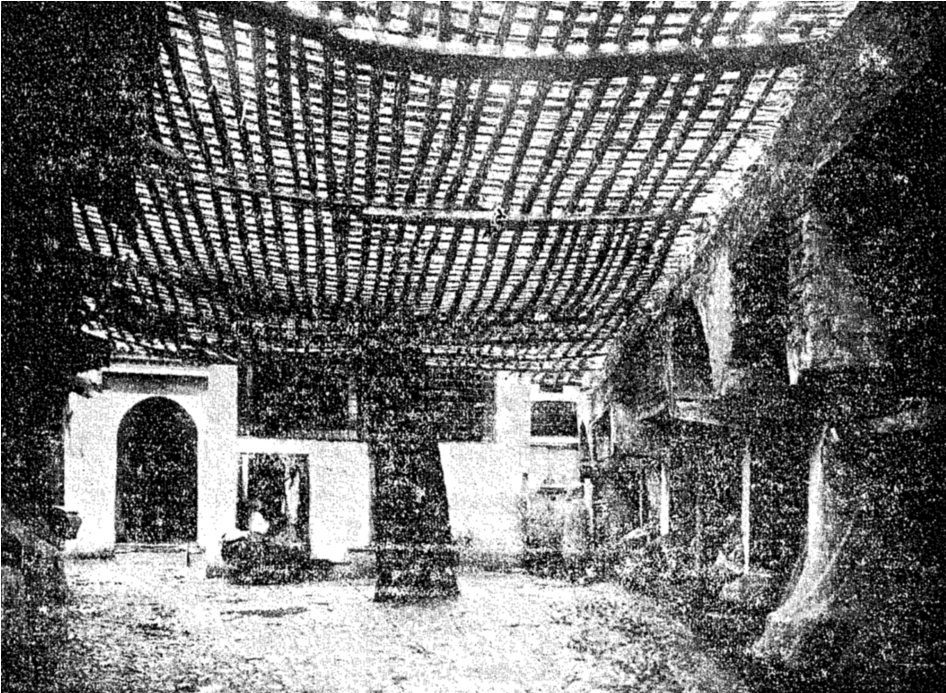
Maristan of Sidi Frej before its destruction in 1944

Le Maristan de Sidi Frej (ou Maristan de Fès) était un maristan historique à Fès, au Maroc. Il a été fondé par les Mérinides au XIIIe siècle et a fonctionné comme un hôpital et un hospice pour les indigents et les malades mentaux jusqu'au XXe siècle. C'était l'un des maristans les plus célèbres et les plus importants du Maroc et il est possible qu'il ait influencé des institutions similaires dans la région à cette époque.

## Emplacement

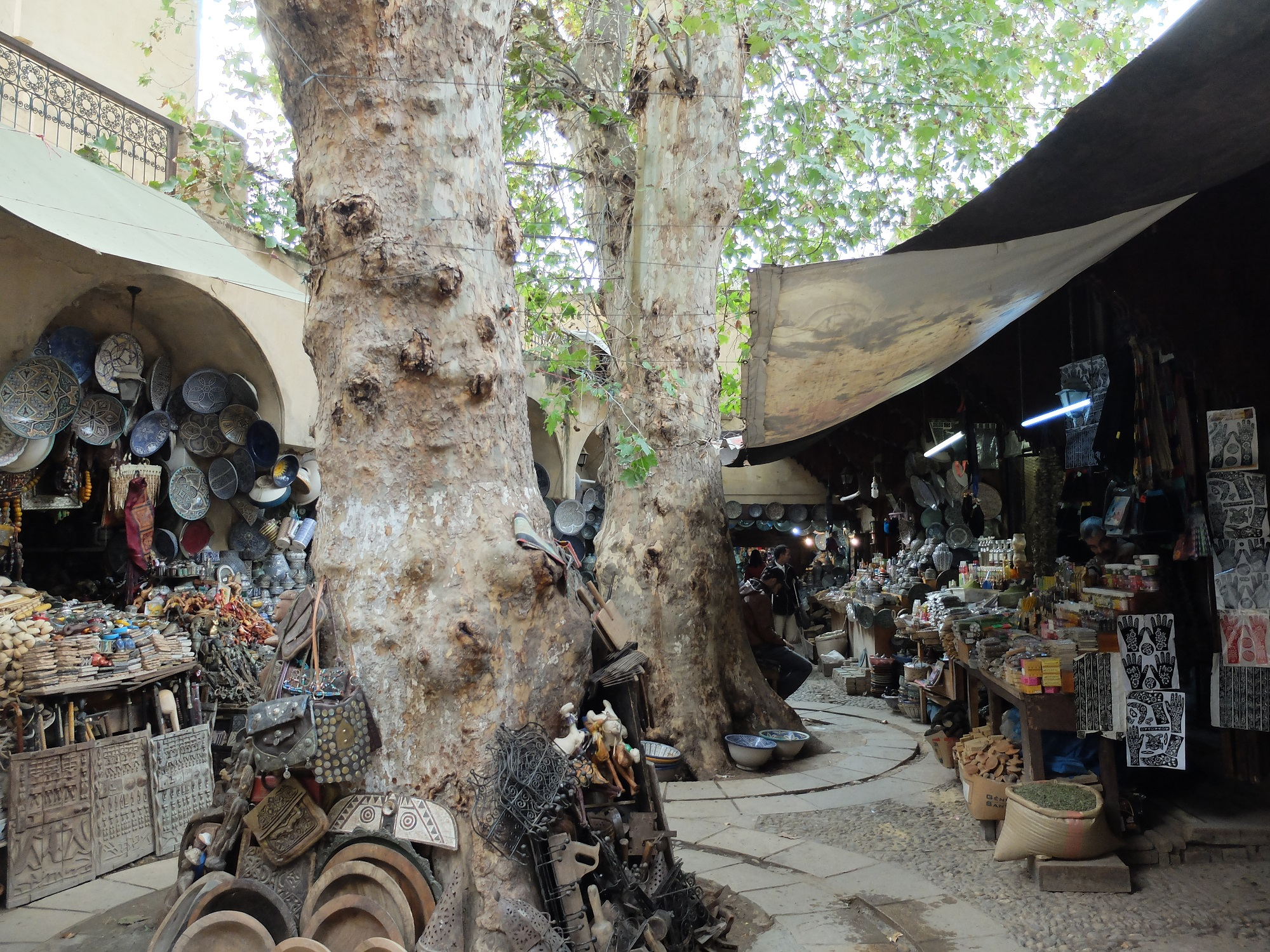
The Souq el-Henna, a small market square on the west side of the former maristan.

Le Souq el-Henna, une petite place de marché située sur le côté ouest de l'ancien maristan.
L'emplacement du maristan est aujourd'hui occupé par un funduq (bâtiment de type caravansérail) qui abrite diverses boutiques. Ce bâtiment est situé entre la rue Tala'a Kebira et la Zawiya de Moulay Idris II. Il s'ouvre sur une petite place publique sur son côté ouest, distinguée par les arbres en son centre, qui était historiquement désignée comme le Souq el-Henna ou marché du henné,,,:373–74. 

## Histoire

### Fondation et fonction
(mai 2021).
Le premier maristan du Maroc a été établi à Marrakech sous la dynastie almohade au XIIe siècle, où Ibn Rushd (Averroès) a travaillé pendant un certain temps,. Le maristan de Fès a été fondé par le sultan mérinide Abu Ya'qub Yusuf (régnant de 1286 à 1307) à la fin du XIIIe siècle. Ses opérations étaient financées et maintenues par des dotations religieuses connues sous le nom de habous ou waqf,. L'institution a peut-être influencé la fondation et la fonction d'établissements similaires ailleurs au Maroc et en Espagne, y compris un hôpital pour les malades mentaux fondé à Valence en 1410. À l'origine, il fonctionnait comme un hôpital complet traitant de différents domaines de la médecine, reflétant l'état relativement avancé de la médecine dans le monde musulman à l'époque:73 The institution may have influenced the foundation and function of similar establishments elsewhere in Morocco and Spain, including a hospital for the mentally ill founded in Valencia in 1410,. It originally functioned as a full hospital dealing with different domains of medicine, reflecting the relatively advanced state of medicine in the Muslim world at the time,. Dans les maristans du monde islamique, les maladies mentales étaient traitées avec de la musique, des arômes, de l'eau et d'autres méthodes destinées à les apaiser,. Le maristan de Sidi Frej devint l'institution la plus célèbre et la plus importante de son genre à Fès, et fut visité par les principaux érudits en médecine de l'époque, comme Abu Bakr al-Korachi, un Andalou de Malaga. Ce maristan avait également la curieuse fonction de fonctionner comme un hôpital pour cigognes, soignant les grues et les cigognes malades ou blessées, et enterrant celles qui mouraient. Cette charité envers les animaux a été rendue possible grâce aux dons et aux legs de diverses personnes au fil des ans.
En plus de ses services aux malades et aux nécessiteux, le bâtiment et son emplacement ont permis d'ancrer d'autres services civils dans la ville historique de Fès. Les crieurs publics, qui tenaient également un bureau pour les objets perdus et trouvés, y avaient leur siège[4]:258-59 Le bureau et le tribunal officiels du mohtasib, un magistrat chargé de l'ordre public, s'y trouvaient également (ou du moins c'était le cas au début du XXe siècle):258–59 The official office and tribunal of the mohtasib, a magistrate in charge of public order, was also located here (or at least this was the case by the beginning of the 20th century):213.

### Déclin et fin
Leo Africanus a travaillé comme secrétaire administratif ('adl) du maristan pendant deux ans à la fin du XVe siècle. Il a remarqué dans ses écrits que les services de l'hôpital avaient déjà décliné à cette époque, les patients étant souvent simplement confinés dans leur chambre, retenus et parfois maltraités. Selon lui, le déclin des services était dû au fait que les sultans successifs avaient détourné et s'étaient approprié les dotations charitables (habous) du maristan à leurs propres fins. Par conséquent, pendant la plus grande partie de son histoire, le maristan semble avoir servi principalement d'hospice offrant un abri et de la nourriture aux indigents, aux malades mentaux et aux autres individus exclus de la société. Au XIXe siècle, ce déclin était également évident dans les maristans d'autres régions du monde islamique et a été exacerbé par leur aliénation sous le régime colonial,,. Une pratique originale de l'hôpital de Sidi Frej, qui s'est poursuivie jusqu'au XXe siècle, était les concerts hebdomadaires de musique andalouse destinés à servir de thérapie musicale,.
Le maristan a continué à fonctionner dans cette fonction jusqu'en 1944, date à laquelle il a été détruit par un incendie. En 1951, les autorités coloniales françaises ont rouvert un nouveau maristan dans un endroit différent, destiné à succéder au maristan de Sidi Frej et conçu pour fonctionner selon les théories psychiatriques occidentales modernes,. Son inauguration a peut-être été en partie motivée par des tentatives de faire en sorte que le pouvoir colonial, soumis à une forte opposition, apparaisse plus respectueux des traditions et des institutions musulmanes locales. Entre-temps, le site du maristan d'origine a été adapté ou reconstruit en tant que bâtiment de type funduq à l'architecture traditionnelle, qui abrite aujourd'hui divers magasins,,. Il continue de faire office de centre commercial actuellement, bien qu'en 2018, des propositions aient été faites pour le restaurer et le reconvertir en centre offrant des services médicaux.

## Fontaine de Sidi Frej
Près du Maristan et du souk du henné se trouve une fontaine publique de rue connue aujourd'hui sous le même nom (Sidi Frej). Comme d'autres fontaines murales de Fès, elle possède un mur arrière recouvert de simples carreaux de zelliges encadrés par un arc en fer à cheval pointu à l'intérieur d'un autre cadre rectangulaire simple (un alfiz). À l'intérieur de l'arc, au milieu des carreaux de zelliges, se trouvent de petits panneaux de marbre noir et blanc sculptés de motifs d'arcs ornés. En dessous et devant cette zone décorative se trouve un bassin d'eau. Au-dessus de la zone décorée se trouve une plus grande surface, presque unie, à l'exception d'un petit arc aveugle au milieu avec un profil de lambrequin à double pointe. Au-dessus de tout cela se trouve un auvent en bois, de conception relativement simple, avec une inscription répétant une bénédiction particulière en arabe. Mais surtout, à l'intérieur du petit arc aveugle en forme de lambrequin, se trouve un panneau rectangulaire en marbre contenant l'inscription originale de la fondation. Le texte décrit la création de la fontaine et fait l'éloge de son fondateur, Abd al-Haqq II (le dernier sultan mérinide). Il mentionne également que la construction de la fontaine a été supervisée par le vizir du sultan, Abu Zakariya Yahya ibn Ziyan al-Wattasi (qui a fondé la dynastie Wattasid). Enfin, il indique que la construction s'est achevée le 11 novembre 1436 de l'ère chrétienne (Jumada I, 840 AH). Une autre ligne ajoutée juste au-dessus du texte original indique que la fontaine a été restaurée en 1090 de l'hégire (1679 de l'ère chrétienne). La fontaine a donc été très restaurée, et Alfred Bel pense qu'elle était probablement recouverte autrefois d'un décor en stuc sculpté qui s'est perdu avec le temps. L'inscription et les petits panneaux de marbre ornementaux proviennent de la construction originale des Mérinides, tandis que l'auvent en bois au-dessus date de la restauration du XVIIe siècle. Aujourd'hui, quelques tuiles le long du sommet du bassin d'eau indiquent visiblement, en français et en arabe, une restauration moderne en 1986.